# Brachyunguis cinanchiacuti
Brachyunguis cinanchiacuti är en insektsart. Brachyunguis cinanchiacuti ingår i släktet Brachyunguis och familjen långrörsbladlöss. Inga underarter finns listade i Catalogue of Life.